# Anatella bremia
Anatella bremia är en tvåvingeart som beskrevs av Chandler 1994. Anatella bremia ingår i släktet Anatella och familjen svampmyggor. Enligt den finländska rödlistan är arten otillräckligt studerad i Finland. Arten är reproducerande i Sverige. Inga underarter finns listade i Catalogue of Life.